# Gmundner Hütte
Die Gmundner Hütte ist eine Schutzhütte der Kategorie I der Sektion Gmunden des Österreichischen Alpenvereins am Traunstein in den Oberösterreichischen Voralpen.

## Geschichte

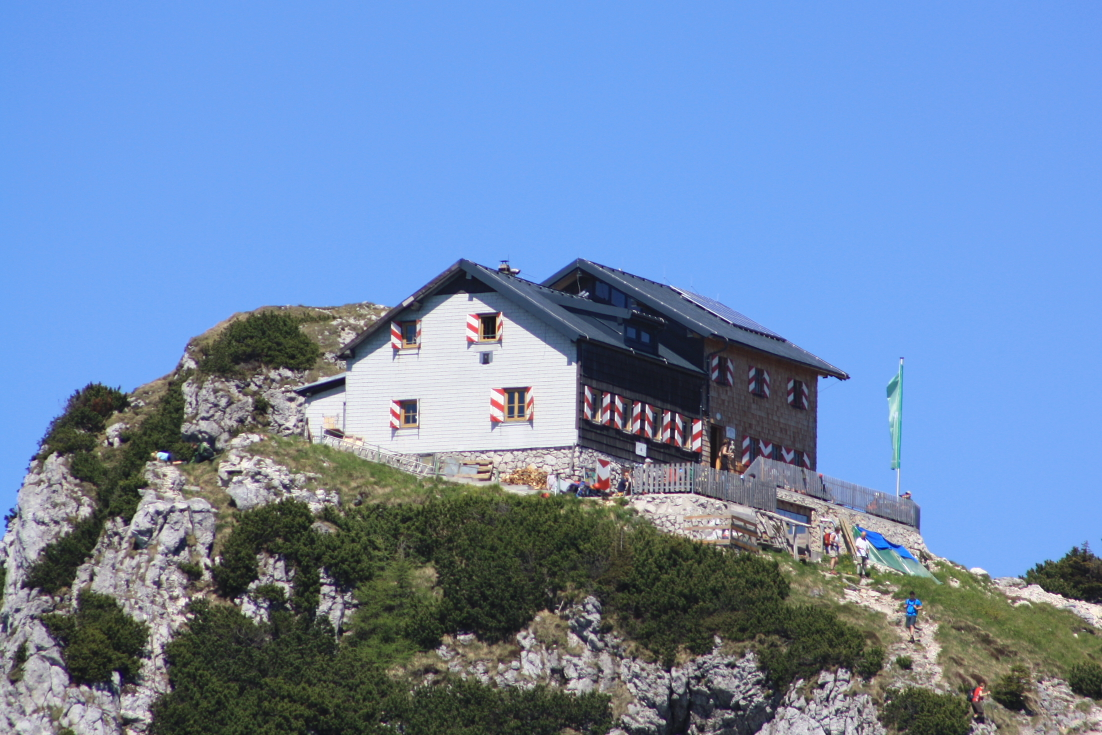
Südwestansicht der Gmundner Hütte (2010)

Die Gmundner Hütte steht auf dem Fahnenkogel und wurde 1907 vom Gmundner Touristenklub erbaut. Die feierliche Eröffnung der 8 mal 5 Meter großen Schutzhütte fand am 6. Oktober 1907 mit 112 Festgästen statt, die trotz regnerischem Wetter aufgestiegen waren. Sie durfte bis 1913 mit keiner Tür und keinem Ofen ausgestattet sein, um Wilderern keinen Unterschlupf zu bieten. 1921 erfolgte die erste Vergrößerung der Hütte, indem man einen Schlafraum für 30 Personen errichtete. Die nächste Vergrößerung erfolgte 1971, bei der man in Fertigteilbauweise eine große Gaststube, ein zusätzliches Matratzenlager und einen eigenen Schlafraum für den Hüttenwirt errichtete. Zum 100-Jahrjubiläum 2007 wurde die Hütte generalsaniert und abermals erweitert, indem ostseitig ein zweigeschoßiger Anbau errichtet wurde.

## Gebäude
Die Gmundner Hütte bietet Schlafplätze für etwa 45 Personen. Seit 1954 wird die Hütte von der Sektion Gmunden des ÖAV betreut.

## Nachweis
1. 1 2  Gmundner Hütte auf dem Traunstein. Abgerufen am 2. Dezember 2021 (Menüpunkt „Geschichte“ führt zur Seite „Geschichtlicher Überblick“).